# Église Saint-Aubin de Saint-Aubin (Aube)
L'église de Saint-Aubin se situe dans la commune de Saint-Aubin dans le département de l'Aube.

## Description
Précédée d'un porche, cette église se compose de la nef, du chœur et de deux chapelles latérales. Le tout, en forme de croix latine, fait 32 mètres de long et 21 mètres de large. 
La nef est recouverte d'un plancher. Les chapelles ne sont que plafonnées. Seul le chœur est voûté. 
À la clé de voûte qui réunit les quatre nervures du transept, on lit la date de 1547 et dans un autre endroit, celle de 1545. 
À la jonction des nervures de la voûte absidiale, on remarque la sculpture d'un écu armorié qui est probablement celui du seigneur de l'époque. 
Les fenêtres n'ont entre elles aucun rapport de style et de grandeur, quelques-unes datent du XIIe siècle tout comme les bas-côtés du chœur.
D'après sa contexture, cette église aurait dû avoir trois nefs mais, à l'instar de beaucoup de monuments du XVIe siècle, elle est restée inachevée par manque de ressources.
La chapelle Saint-Vincent à gauche rappelle le souvenir d'une confrérie assez vivante lorsque 60 associés se réunissaient autrefois pour célébrer leur saint patron.
À droite de la grille, un ossement de saint Aubin est contenu dans un reliquaire qui figure la main de la statue. Il date de 1864.
Le clocher, renversé par une tempête en 1861, n'est plus qu'à la moitié de sa hauteur primitive. Il s'élevait à l'extrémité de la nef près du transept.

## Histoire
Le 17 avril 1662, on fit le baptême de deux cloches qui reçurent pour parrain le marquis de Pont, seigneur de Saint-Aubin et pour marraine Gabrielle Marie de la Rochefoucauld, abbesse du Paraclet.
Après la Révolution, l'église retrouva deux cloches bénites en 1823. L'une ayant été cassée fut refondue en 1846, puis de nouveau remplacée le 27 mai 1923 grâce à la générosité de Mme Librez-Gueniot. Elle reçut le nom de Charlotte, son parrain étant M. le baron Charles Walckenaer du Paraclet. La marraine était Mme Jean Godier de la Chapelle-Godefroy. La vieille sœur de cette cloche s'appelle Marie-Louise.
Le cimetière qui l'entourait a été déplacé en 1907.

## Pierre tumulaire
Au milieu du chœur, se trouve une pierre tumulaire qui est une des plus anciennes du département. Voici la description qui en a été faite dans les années 50 : 
"Longue de 2,50 m, large de 1,20 m, cette pierre est ornée de gravures en creux, jadis remplies d'un mastic coloré et représentant un personnage en costume de guerre, vu de face, debout, les mains jointes, ayant les pieds posés sur le dos d'une levrette couchée, mise en profil. Il est placé au milieu d'une niche gothique surmontée d'un gâble au-dessus duquel se trouvent 2 anges tenant des encensoirs (aujourd'hui quasiment effacé) et flanquée de 2 pilastres terminés par des pinacles à crochets.
Ce guerrier est entièrement couvert d'une armure de mailles formée de petits anneaux passés l'un dans l'autre et disposés en rangs alternés, habillement jadis nommé haubert.
Les épaules, le col et une grande partie de la tête sont enveloppés dans un capuchon de maillez, ne laissant voir, par l'ouverture nommé ventail, que le milieu du visage, qui est imberbe et semble être celui d'un homme encore jeune. Les jambes et les pieds sont couverts d'un tissu de mailles, agrafé en arrière et à la semelle des souliers.
À ces derniers, sont attachés par des courroies de cours éperons aigus, consistant en une pointe, de forme pyramidale, dont la base repose sur une boule occupant le milieu de l'armature."
La légende (seule vestige visible de nos jours - 2017), placée sur la bordure de la tombe est presque entièrement effacée. En voici la teneur : « Cy gist Guille (Guillaume) de St. Aubin, escuyer, seigneur de MARVILLE, qui trépassa l'an de grâce mil deux cent quatre-vingt-dix-huit. Priez Dieu pour lui. Amen ! »
Ce personnage nous est inconnu. Peut-être descendait-il de Guillaume de Saint Aubin, chevalier, frère de Geoffroy, seigneur d'Avon-la-Peze et père d'Hugues, mentionnés dans le cartulaire du Paraclet de 1228 à 1249.

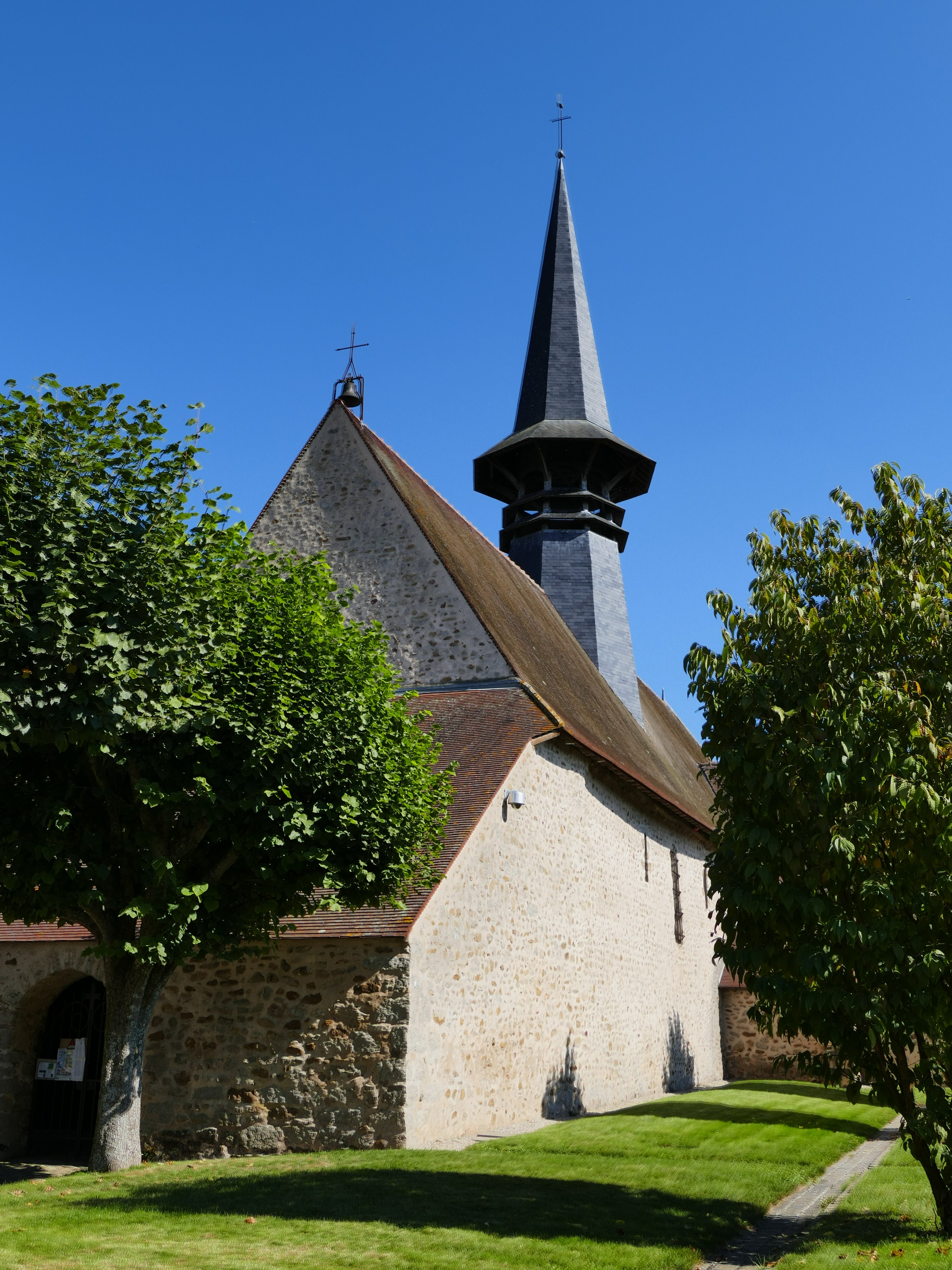
Église de Saint-Aubin (1).
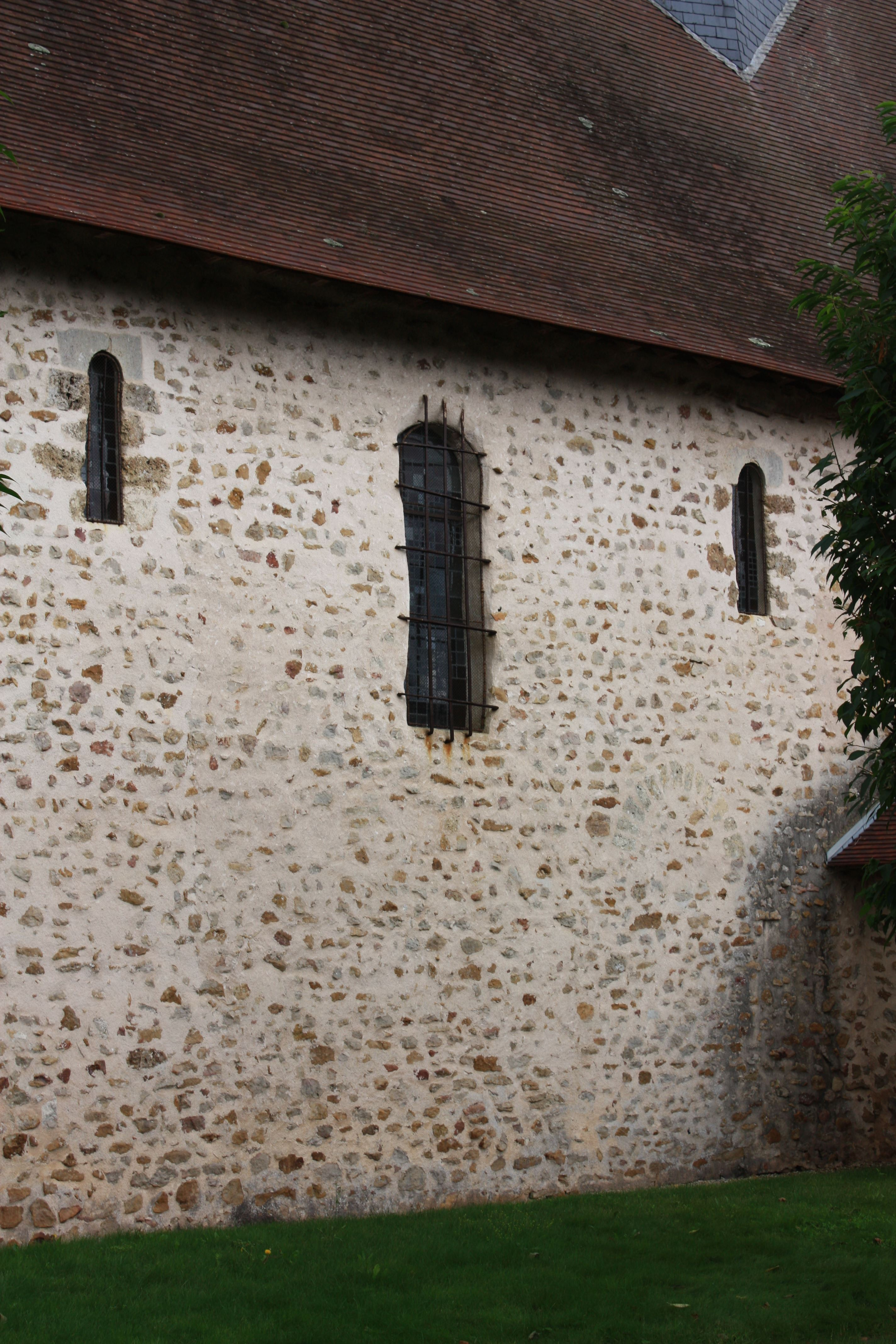
Église de Saint-Aubin côté mairie.
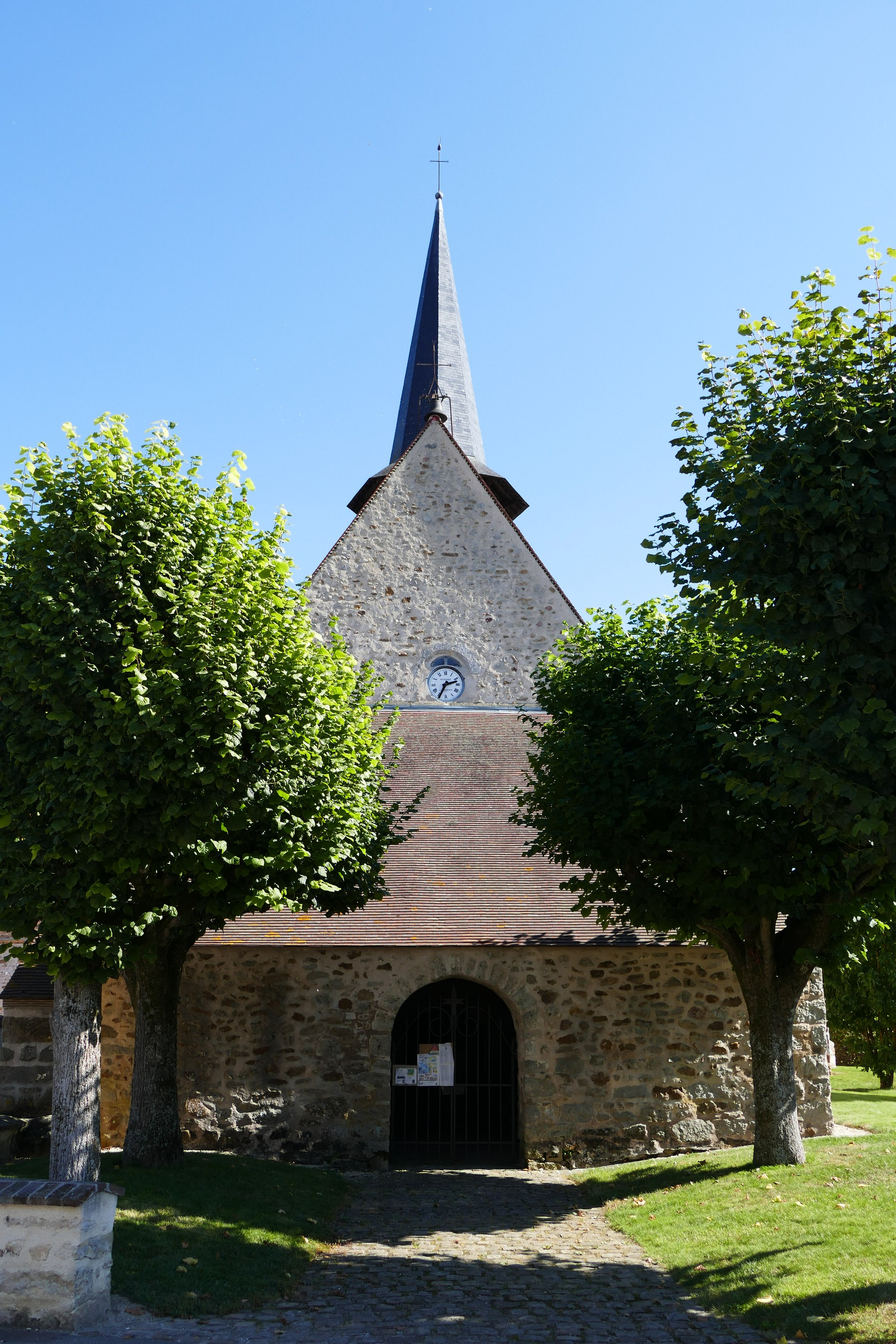
Église de Saint-Aubin (l'entrée et son horloge).
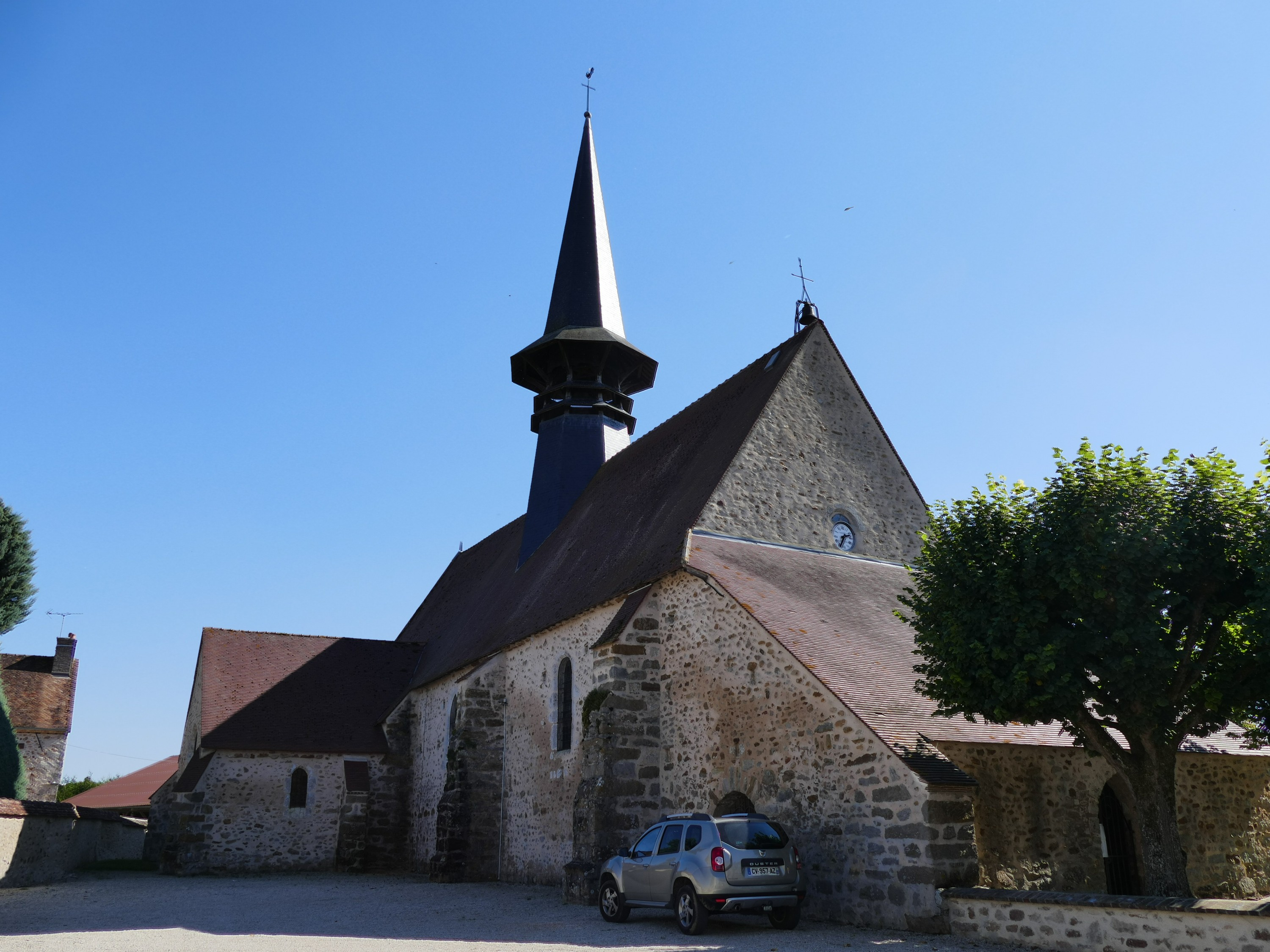
Côté gauche de l'église.